# St. Michael (Affalterbach)

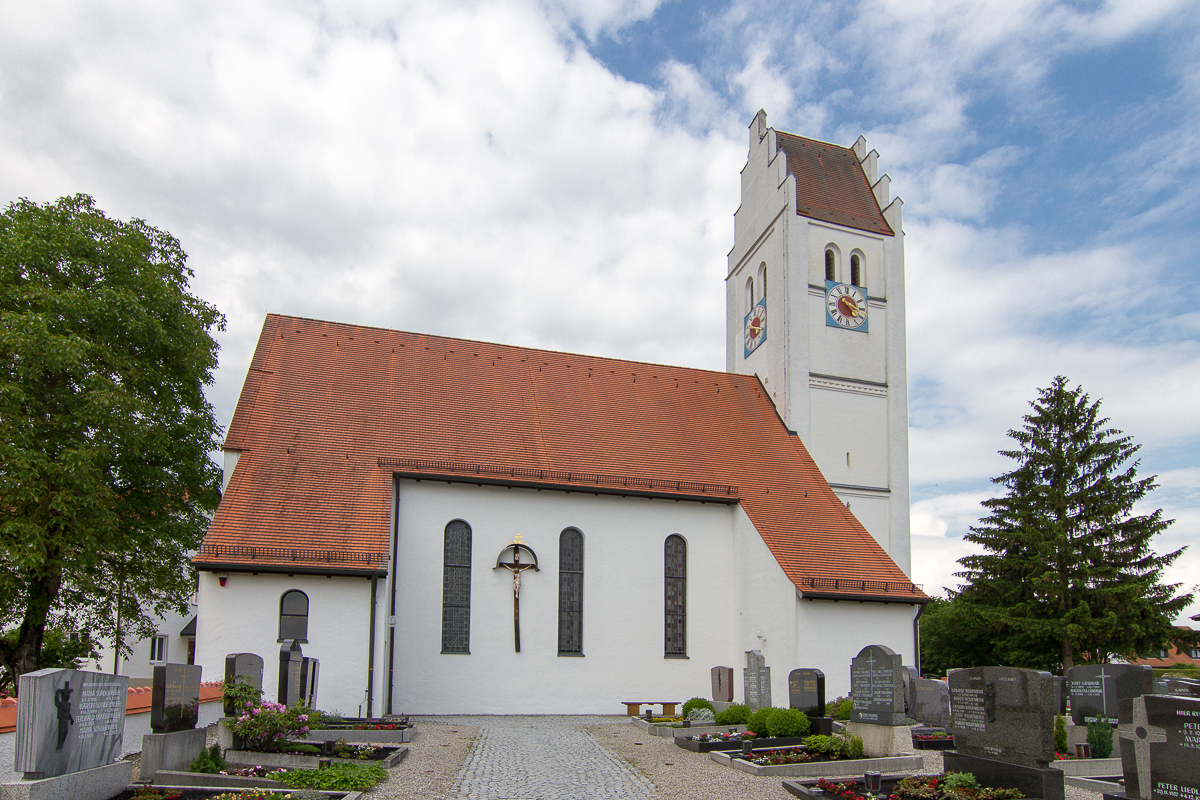
Kirche St. Michael in Affalterbach

Die römisch-katholische Pfarrkirche St. Michael in Affalterbach, einem Stadtteil von Pfaffenhofen an der Ilm im Landkreis Pfaffenhofen an der Ilm im bayerischen Regierungsbezirk Oberbayern, steht an der Kirchengasse 1. Die dem Erzengel Michael geweihte Kirche ist ein geschütztes Baudenkmal.
Der verputzte Satteldachbau mit Chorturm mit getrepptem Giebel und Langhaus mit farbig gefasster Balkendecke besitzt einen eingezogenen Chor mit Netzgewölbe. Der Chorturm darüber entstand Ende des 15. Jahrhunderts, das Langhaus stammt aus dem Jahr 1930.
Der neubarocke Hochaltar wurde in der zweiten Hälfte des 19. Jahrhunderts geschaffen. An den Wänden des Kirchenschiffs stehen barocke Heiligenfiguren aus dem 18. Jahrhundert.